# Андреев, Евгений Николаевич (педагог)
Евгений Николаевич Андреев (1829—1889) — русский просветитель XIX века, технолог, педагог, публицист, деятель рабочего и технического образования, председатель комиссии по техническому образованию «Русского технического общества», тайный советник (1882).

## Биография
Происходил из дворян Екатеринославской губернии. Родился 16 октября 1829 года в Таганроге. Его брат, Н. Н. Андреев — вице-адмирал, участник Крымской войны и обороны Севастополя.
Окончил кандидатом курс по камеральному отделению юридического факультета Петербургского университета и в 1851 году был назначен помощником инспектора классов Петербургского технологического института, в 1853 году (после ухода В. И. Виноградова) временно преподавал географию и (вместо С. Кавецкого) статистику.
В 1856 году был командирован для усовершенствования в химической технологии за границу, на два года. Ранее срока окончания командировки в 1857 году он был вызван в Санкт-Петербург в связи с назначением его инспектором Петербургского технологического института. Но в 1858 году вновь отправлен за границу для знакомства с устройством технических школ. Преподавал в технологическом институте до 1860 года.
В период 1863—1878 годов он занимал кафедру сельскохозяйственной технологии в Лесном институте, а позднее состоял членом совета министерства финансов Российской империи.
Е. Н. Андреев был одним из учредителей и деятельным членом «Русского технического общества» и его секретарём, а открывшаяся по его инициативе при Техническом обществе комиссия по техническому образованию, в которой он председательствовал почти до самой смерти (1868—1883), обязана ему блестящими результатами по делу технического образования.
Андреев сыграл важную роль в разработке теоретических основ профессионального образования. Он активно выступал за запрещение детского труда и замену его профессиональными школами. В 1874 году выдвинул проект закона о труде и обучении малолетних (принят в сокращённом виде в 1882 году). В 1882 году предложил план школьной реформы, сочетавшей задачи общего и профессионального образования.
Под руководством Е. Н. Андреева была создана система вечерне-воскресных учебных заведений для рабочих, работающих подростков, детей рабочих, создана целая сеть школ по образованию мастеров. Он же много сделал для привлечения интереса общества к кустарной промышленности и принимал живое участие в работах общества для содействия русской торговле и промышленности. Андреев напечатал ряд трудов по химической технологии и статей по вопросам технического образования.

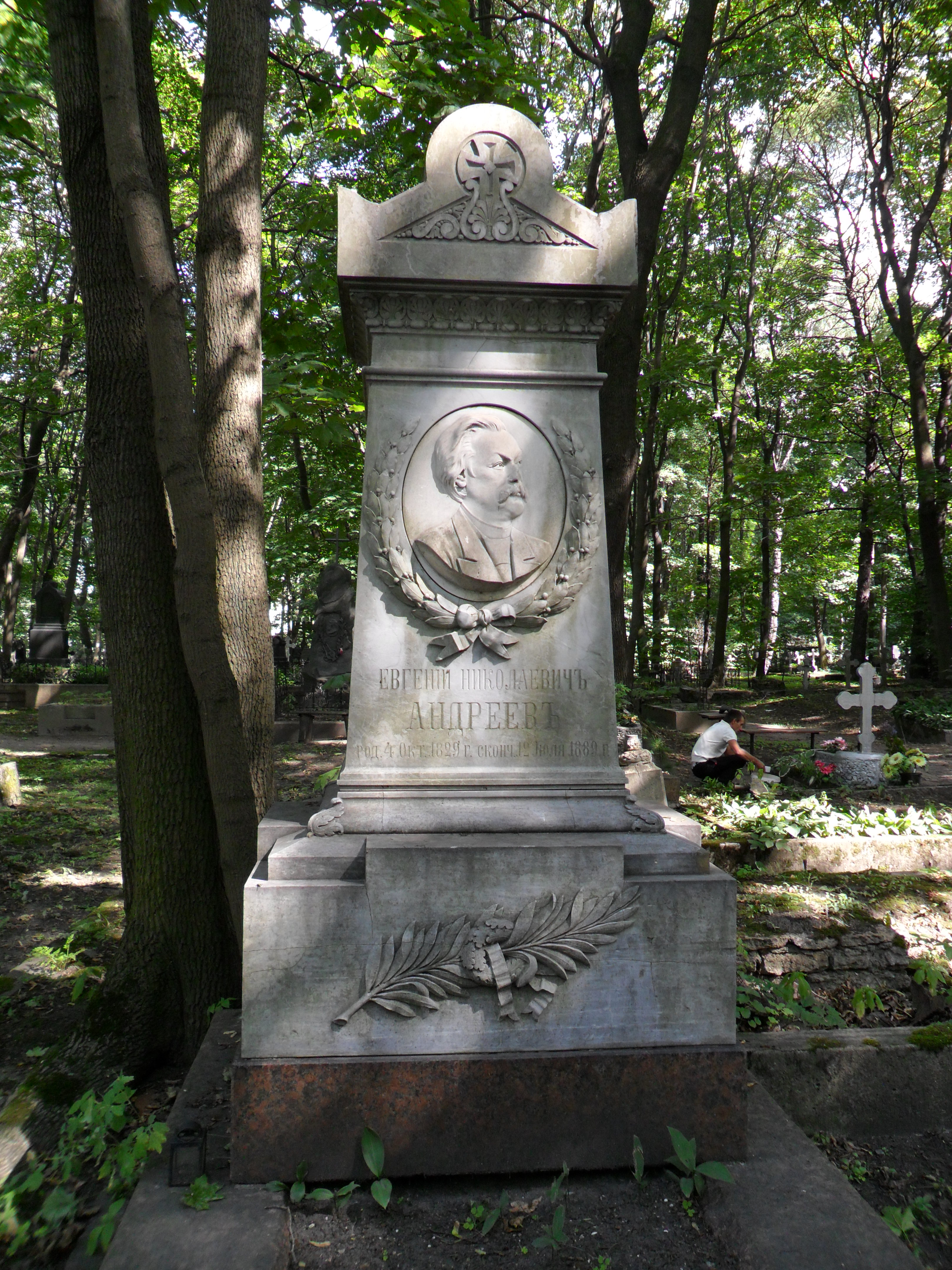
Могила Е. Н. Андреева на кладбище Новодевичьего монастыря в Санкт-Петербурге

В начале XX века, «Энциклопедический словарь Брокгауза и Ефрона» так описывал деятельность Е. Н. Андреева на своих страницах: 
Целая сеть создавшихся школ по образованию мастеров поставлена благодаря А. на верные основания. Обеспечив это дело, А. принялся за кустарную промышленность и, сделавшись председателем этой комиссии, принимал живое участие в работах «Общества для содействия русской торговле и промышленности». Трудовая жизнь, направленная к улучшению быта трудящегося люда, равно как и множество написанных им исследований по химии и технологии и по общим педагогическим вопросам, доставила ему общественное уважение и признательность.
Евгений Николаевич Андреев скончался 12 июля 1889 года в Париже, во время проведения Всемирной Парижской выставки, где он был комиссаром русского отдела. Тело Андреева было перевезено в Российскую империю, он был похоронен в Санкт-Петербурге на Новодевичьем кладбище.

## Награды
Российской Империи:
- Орден Святого Станислава 2-й степени с Императорской короной (1866)
- Орден Святой Анны 2-й степени (1869)
- Орден Святого Владимира 3-й степени (1872)
- Орден Святого Станислава 1-й степени (1875)
- Орден Святой Анны 1-й степени (1878)
- Орден Святого Владимира 2-й степени (1886)
- Медаль «В память войны 1853—1856»

Иностранных государств:
- Французский Орден Почётного легиона кавалерский крест (1867)
- Австрийский Орден Франца-Иосифа командорский крест (1873)

## Избранная библиография
- «Доклад об образовании мастеров…», СПб, 1868;
- «Проект женской учительской профессиональной школы», СПБ, 1880;
- «Школьное дело в России. Наши общие и специальные школы», СПБ, 1882;
- «Работа малолетних в России и Западной Европе», СПБ, 1884;
- «О реальных училищах и профессиональных школах», СПБ, 1896;
- «Государственная система школ», СПБ, 1898, 1912[5].